# Richland Center (Wisconsin)
Richland Center es una ciudad ubicada en el condado de Richland en el estado estadounidense de Wisconsin. En el Censo de 2010 tenía una población de 5.184 habitantes y una densidad poblacional de 459,07 personas por km². Es también el lugar de nacimiento del arquitecto Frank Lloyd Wright (1867-1959).

## Geografía
Richland Center se encuentra ubicada en las coordenadas 43°20′19″N 90°23′0″O / 43.33861, -90.38333. Según la Oficina del Censo de los Estados Unidos, Richland Center tiene una superficie total de 11.29 km², de la cual 11.07 km² corresponden a tierra firme y (1.93%) 0.22 km² es agua.

## Demografía
Según el censo de 2010, había 5.184 personas residiendo en Richland Center. La densidad de población era de 459,07 hab./km². De los 5.184 habitantes, Richland Center estaba compuesto por el 96.12% blancos, el 0.71% eran afroamericanos, el 0.15% eran amerindios, el 0.83% eran asiáticos, el 0% eran isleños del Pacífico, el 1.23% eran de otras razas y el 0.95% pertenecían a dos o más razas. Del total de la población el 3.26% eran hispanos o latinos de cualquier raza.